# Radiação cósmica de fundo em micro-ondas
Em Cosmologia, a radiação cósmica de fundo em micro-ondas é uma forma de radiação eletromagnética, cuja existência foi prevista teoricamente por George Gamov, Ralph Alpher e Robert Herman em 1948, e que foi descoberta experimentalmente em 1965 por Arno Penzias e Robert Woodrow Wilson. Ela se caracteriza por apresentar um espectro térmico de corpo negro com intensidade máxima na faixa de micro-ondas. A radiação cósmica de fundo em micro-ondas é o remanescente da radiação eletromagnética espalhada numa época em que o Universo era muito quente e denso, cerca de 380 mil anos após o Big Bang.
A radiação cósmica de fundo em micro-ondas é, ao lado do afastamento das galáxias e da abundância de elementos leves, uma das mais fortes evidências observacionais do modelo do Big Bang, que descreve a evolução do universo. Penzias e Wilson receberam o Nobel de Física em 1978 por essa descoberta.

## Características
A radiação cósmica de fundo em micro-ondas é uma radiação eletromagnética que preenche todo o universo, cujo espectro é o de um corpo negro a uma temperatura de 2,725 kelvin. Ela tem uma freqüência de pico de 160,4 GHz, o que corresponde a um comprimento de onda de 1,9 mm. Ela é isotrópica até uma parte em 100 000: as variações de seu valor eficaz são de somente 18 µK. O Far-Infrared Absolute Spectrophotometer (FIRAS), um instrumento no satélite COsmic Background Explorer (COBE) da NASA, mediu cuidadosamente o espectro da radiação cósmica de fundo, o que o tornou a medida mais precisa de um espectro de corpo negro de todos os tempos.
O ruído provocado por essa radiação está presente em cerca de 1% no funcionamento dos nossos aparelhos elétricos. Este ruído pode ser compreendido como um "fóssil" de uma época em que o universo era muito novo.

A radiação cósmica de fundo em micro-ondas é uma predição da teoria do Big Bang. Segundo essa teoria, o universo inicial era composto de um plasma quente de fótons, elétrons e bárions. Os fótons interagiam constantemente com o plasma através do Efeito Compton. À medida que o universo se expandia, o desvio para o vermelho cosmológico fazia com que o plasma esfriasse até que fosse possível aos elétrons combinarem-se com os núcleos atômicos de hidrogênio e hélio para formarem átomos. Isso aconteceu por volta de 3 000 K, ou quando o universo tinha aproximadamente 380 000 anos de idade (z=1088). Nesse momento, os fótons puderam começar a viajar livremente pelo espaço. Esse processo é chamado "recombinação".

Imagem WMAP (Wilkinson Microwave Anisotropy Probe) da anisotropia da radiação cósmica de fundo em micro-ondas. (Março de 2006)

Os fótons continuaram a esfriar desde então, atingindo a temperatura de 2,7 K, e essa temperatura continuará a diminuir enquanto o universo continuar a se expandir. Assim, a radiação do espaço que se mede hoje é oriunda de uma superfície esférica, chamada superfície de última difusão, que representa a coleção de pontos no espaço (a cerca de 46 bilhões de anos-luz da Terra, ver universo observável) na qual ocorreu o processo de recombinação descrito acima, há 13,7 bilhões de anos, e cujos fótons chegam agora na Terra.
A teoria do Big Bang sugere que a radiação cósmica de fundo preenche todo o espaço observável, e que a maior parte da energia do universo está na radiação cósmica de fundo em micro-ondas, que constitui uma fração de aproximadamente 5×10−5 da densidade total do universo.
Dois dos maiores sucessos da teoria do Big Bang são suas predições do seu espectro de corpo negro praticamente perfeito e sua detalhada predição das anisotropias na radiação cósmica de fundo em micro-ondas. A recente sonda Wilkinson Microwave Anisotropy Probe (WMAP) mediu com precisão essas anisotropias através de todo o céu até escalas angulares de 0,2 graus. Elas podem ser utilizadas para estimar os parâmetros do modelo padrão Lambda-CDM do Big Bang. Algumas informações, como a forma do universo, podem ser obtidas diretamente da radiação cósmica de fundo, enquanto outras, como a constante de Hubble, não são óbvias e precisam ser inferidas de outras medidas.

## História
A radiação cósmica de fundo em micro-ondas foi prevista por George Gamov, Ralph Alpher e Robert Herman em 1948. Além disso, Alpher e Herman foram capazes de estimar a temperatura dessa radiação como sendo de 5 K. Apesar de que existissem diversas estimativas anteriores da temperatura do espaço, essas sofriam de diversos inconvenientes. Primeiramente, elas eram medidas da temperatura efetiva do espaço, e não sugeriam que o espaço fosse repleto com um espectro de Planck térmico; segundo, elas eram dependentes da nossa posição específica na beira da Via Láctea e não sugeriam que a radiação fosse isotrópica. Além disso, elas levariam a predições completamente diferentes se a Terra estivesse localizada em um outro lugar do Universo.
Os resultados de Gamov não foram amplamente discutidos. No entanto, eles foram redescobertos por Robert Dicke e Yakov Zel'dovich no início da década de 1960. Em 1964, isso incentivou David Todd Wilkinson e Peter Roll, colegas de Dicke na Universidade de Princeton, a começar a construção de um radiômetro Dicke a fim de medir a radiação cósmica de fundo. Em 1965, Arno Penzias e Robert Woodrow Wilson, do Bell Telephone Laboratories perto de Holmdel, New Jersey, construíram um radiômetro Dicke que pretendiam utilizar para experiências de radioastronomia e comunicação via satélite. O instrumento deles tinha um ruído térmico excessivo de 3,5 K que eles não podiam explicar, e após diversos testes Penzias se deu finalmente conta que aquele ruído nada mais era do que a radiação prevista por Gamov, Alpher e Herman e mais tarde por Dicke. Após receber um telefonema de Penzias, Dicke disse a famosa frase: "Gente, nos passaram para trás (Boys, we've been scooped)". Uma reunião entre as equipes de Princeton e Holmdel determinou que o ruído da antena era devido efetivamente à radiação cósmica de fundo. Penzias e Wilson receberam o  Prêmio Nobel de Física de 1978 pela descoberta.

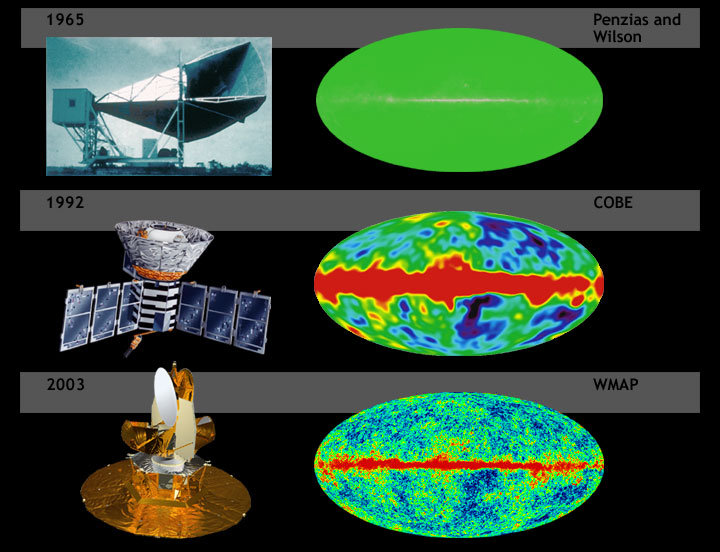
Melhoramentos sucessivos das observações das anisotropias (ou flutuações) da radiação cósmica de fundo em micro-ondas

A interpretação da radiação cósmica de fundo em micro-ondas foi um assunto controverso nos anos 1960, com alguns defensores da teoria do estado estacionário argumentando que a radiação de fundo era o resultado da difusão de luz estelar de outras galáxias. Usando esse modelo, e baseando-se no estudo de características da linha de absorção no espectro de estrelas, o astrônomo Andrew McKellar escreveu em 1941: "Pode-se calcular que a temperatura rotacional do espaço interestelar é de 2 K." No entanto, durante a década de 1970, o consenso foi estabelecido que a radiação cósmica de fundo é um resquício do Big Bang. Isso ocorreu principalmente porque novas medidas em uma gama de freqüências mostraram que o espectro era um espectro térmico, de corpo negro, um resultado que o modelo de estado estacionário foi incapaz de reproduzir.
Harrison, Peebles e Yu, e Zel'dovich deram-se conta que o universo primordial deveria ter heterogeneidades a nível de 10−4 ou 10−5. Rashid Sunyaev mais tarde calculou a marca observável que essas heterogeneidades teriam na radiação cósmica de fundo. Limites crescentes na anisotropia da radiação cósmica de fundo foram colocados através de experiências, mas a anisotropia foi detectada pela primeira vez pelo Differential Microwave Radiometer (Radiômetro de microondas diferencial) do satélite COBE.
Inspiradas pelos resultados obtidos pelo COBE, uma série de experiências de solo e baseadas em balões mediram as anisotropias da radiação cósmica de fundo em escalas angulares inferiores ao longo da década seguinte. O objetivo principal dessas experiências era medir a escala do primeiro pico acústico, que COBE não tinha resolução suficiente para resolver. O primeiro pico na anisotropia foi detectado por tentativas pela experiência Toco e o resultado foi confirmado pelos experimentos BOOMERanG e MAXIMA.  Essas medidas demonstraram que o universo é plano e foram capazes de indicar a teoria de string cósmico como uma teoria de formação da estrutura cósmica, e sugeriram que a Inflação cósmica é a teoria correta de formação estrutural.
O segundo pico foi detectado por tentativas por diversas experiências antes de ser definitivamente detectado pelo WMAP, que também detectou por tentativas o terceiro pico. A polarização da radiação cósmica de fundo foi primeiramente descoberta pelo Degree Angular Scale Interferometer (DASI). Várias experiências para melhorar as medidas da polarização da radiação cósmica de fundo em pequenas escalas angulares estão em andamento. Estas incluem DASI, WMAP, BOOMERanG e o Cosmic Background Imager. Outras experiências incluem a sonda Planck, o  Telescópio cosmológico de Atacama e o Telescópio do Polo Sul.

### Missões
- «Site da missão COBE» (em inglês)
- «Site da missão Archeops» (em inglês)
- «Site da missão BOOMERANG» (em inglês)
- «Site da missão WMAP» (em inglês)

### Resultados
- «The Cosmic Microwave Background Spectrum» (em inglês), por George F. Smoot
- «The CMB Dipole: The Most Recent Measurement And Some History» (em inglês), por Charles H. Lineweaver
- «A catalog of galaxies behind the Southern Milky Way» (em inglês), por R.C. Kraan-Korteweg
- «The Cosmic Microwave Background Anisotropy Experiments» (em inglês) (pre BOOMERANG) por George F. Smoot

### Aspectos cosmológicos
- «A física das anisotropias da radiação cósmica de fundo em micro-ondas» (em inglês)